# Amant de Rambourgt
Pour les articles homonymes, voir Rambourgt.
Amant de Rambourgt est un homme politique français né le 25 octobre 1819 à Ervy-le-Châtel (Aube) et mort le 6 décembre 1868 à Troyes (Aube).

## Biographie
Docteur en droit, il est juge suppléant et secrétaire général de la préfecture de l'Aube. Destitué après la Révolution française de 1848, il devient conseiller général du canton d'Estissac et député de l'Aube de 1852 à 1868, siégeant dans la majorité dynastique, tout en gardant une réelle indépendance qui lui valut de ne jamais recevoir la légion d'honneur.

## Source bibliographique
- « Amant de Rambourgt », dans Adolphe Robert et Gaston Cougny, Dictionnaire des parlementaires français, Edgar Bourloton, 1889-1891 [détail de l’édition]